# Glenea decemguttata
Glenea decemguttata é uma espécie de escaravelho da família Cerambycidae. Foi descrita por Per Olof Christopher Aurivillius em 1920 e está conhecido nas Filipinas.